# Filosofia moderna
La filosofia moderna si fa iniziare con l'Umanesimo (XIV secolo circa) dalla rivalutazione dell'uomo e della sua esperienza eminentemente terrena, e terminare con la figura di Immanuel Kant (1724-1804) che aprirà la strada al romanticismo e alla filosofia contemporanea. Il tratto distintivo di quest'epoca è un accentuato antropocentrismo, unito pur sempre ad un costante riferimento a valori assoluti, fino a quando in alcuni pensatori, soprattutto verso la fine del XVIII secolo con l'illuminismo, si avrà l'abbandono di un tale connubio, che porterà all'inizio della post-modernità tipica del positivismo e dell'età odierna.

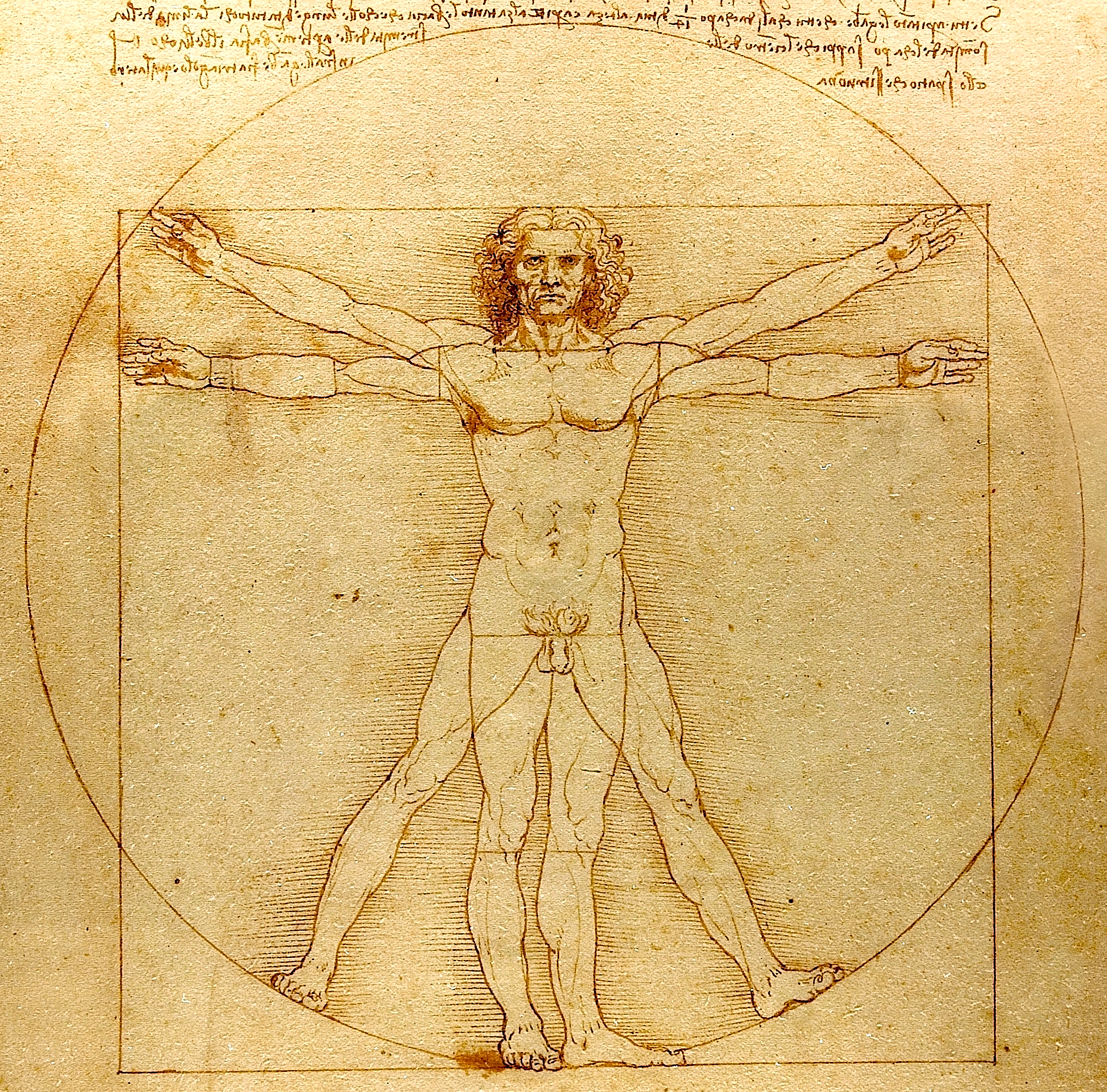
L'uomo vitruviano di Leonardo, simbolo umanistico della corrispondenza tra la dimensione celeste, rappresentata dal cerchio, e quella terrestre, simboleggiata dal quadrato.

## Umanesimo e Rinascimento
La filosofia rinascimentale vide una rinascita del neoplatonismo e del pensiero di Plotino, identificato allora interamente con quello di Platone; in esso erano presenti inoltre concetti propri dell'aristotelismo. Tra gli esponenti di spicco del neoplatonismo vi fu in Germania Nicola Cusano. Questi formulò una metafisica basata su quella che era stata definita teologia negativa nelle opere risalenti al V secolo attribuite a Pseudo-Dionigi l'Areopagita, affermando (e interpretando Socrate secondo la scuola di pensiero risalente a Platone) che vero sapiente è colui che, sapendo di non sapere, possiede perciò una dotta ignoranza: da un lato riconosce che Dio è al di là di tutto, persino del pensiero, ed è perciò irraggiungibile dalla filosofia; dall'altro però Dio va ammesso quantomeno sul piano dell'essere, perché è la meta a cui la ragione aspira. La filosofia deve culminare così nella religione. Dio pertanto è il fondamento della razionalità, ma di Lui possiamo avere solo una conoscenza intuitiva perché la Verità non è qualcosa da possedere ma da cui si viene posseduti.
In Italia abbiamo Marsilio Ficino e Pico della Mirandola. Ficino concepì il platonismo come una vera e propria preparazione alla fede cristiana, intitolando la sua opera più celebre Theologia platonica. Mentre Pico della Mirandola conciliò il platonismo con l'aristotelismo, esaltando il valore dell'uomo come l'unico essere vivente a cui Dio abbia concesso il dono della libertà.
In un tale rinnovato clima culturale riprese vigore una disciplina emblematica di questo periodo: l'alchimia, che funse per certi aspetti da apripista alla chimica e alla scienza moderna. Cultore dell'alchimia fu in particolare Giordano Bruno, che anticipò per via filosofica le scoperte dell'attuale astronomia, introducendo il concetto di infinito in rottura con la visione geocentrica dell'universo.

## La rivoluzione scientifica
In questo ambito, un ruolo centrale assume la scienza, che, staccandosi da sistemi e visioni trascendenti, si rivolge sempre più ad indagare il campo della natura attraverso gli strumenti matematici, grazie alle ricerche di scienziati e pensatori come Niccolò Copernico, Francesco Bacone, Galileo Galilei, Renato Cartesio, Isaac Newton.

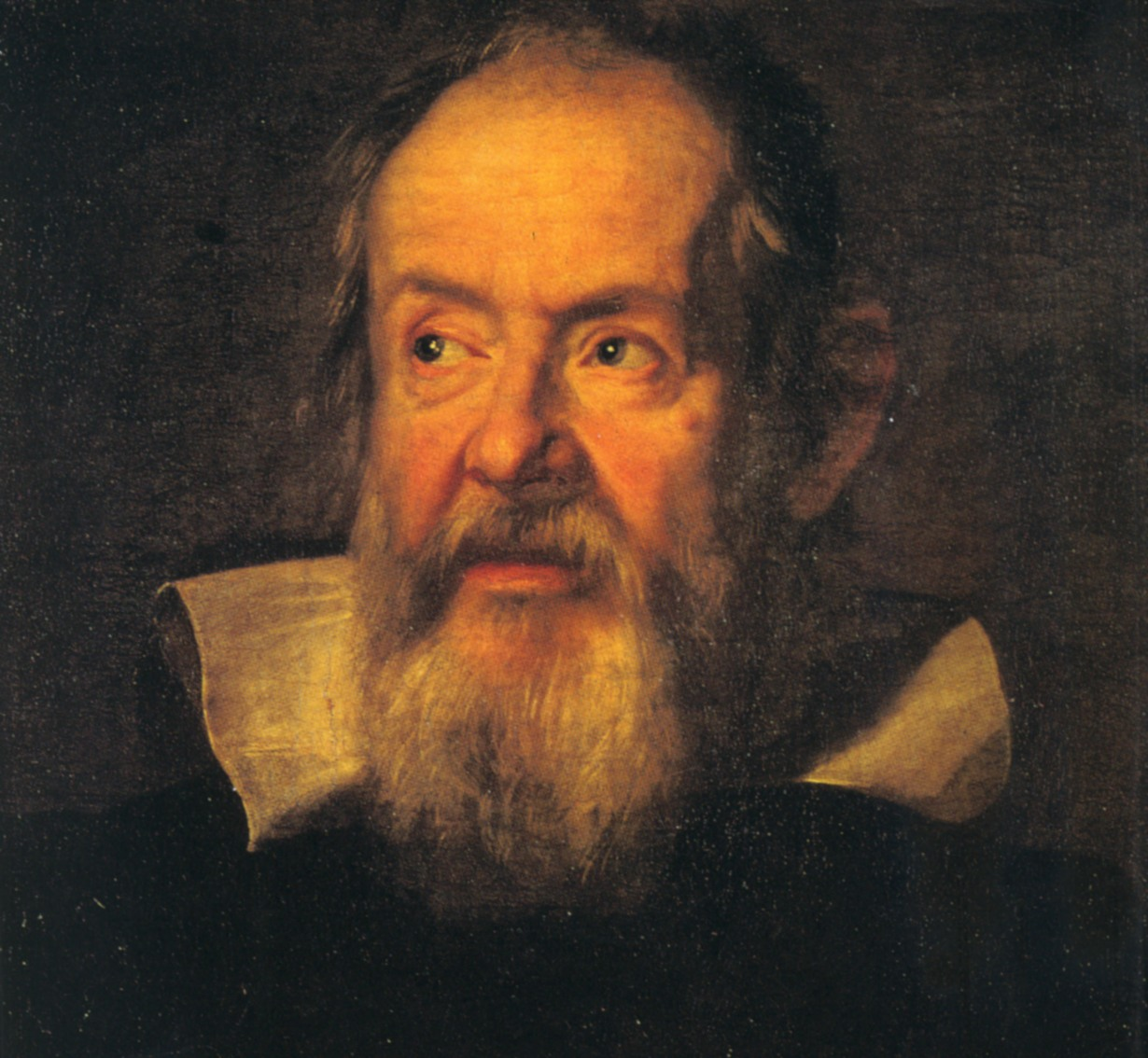
Galileo Galilei

Mentre nella filosofia classica il metodo scientifico per eccellenza era considerato quello matematico-deduttivo, basato sull'ideale aristotelico di poter giungere all'essenza della realtà tramite un processo dimostrativo innescato dai princìpi primi dell'intelletto, nell'età moderna esso si trasforma, diventando un metodo sperimentale: si inizia cioè a considerare scienza solo quell'insieme di conoscenze ricavate dall'esperienza e valide per l'esperienza. E poiché ogni esperimento deve essere pur sempre guidato da un'ipotesi di partenza, seguendo criteri ben precisi, il nuovo metodo scientifico viene detto ipotetico-sperimentale.
Galileo Galilei per primo progettò un'analisi dell'esperienza limitata agli aspetti quantitativi della realtà, rinunciando alla conoscenza delle qualità e delle essenze (che era il proposito della filosofia classica-aristotelica). Con Galilei, alla matematica resta comunque assegnato un ruolo fondamentale. Si può dire che egli congiunse i vantaggi del metodo matematico con quello sperimentale. Basti pensare alle leggi sulla caduta dei gravi, elaborate da Galilei anzitutto come ipotesi matematiche, e poi controllate con esperimenti appositamente costruiti.
Contemporaneo di Galilei fu Francesco Bacone, il quale invece si pose in polemica aperta contro il metodo matematico-deduttivo di Aristotele. Bacone pose l'induzione a fondamento della scienza, ossia un procedimento che risalga dai casi particolari fino a leggi universali. Egli tentò di costruire un metodo rigoroso (l'Organum), al quale egli voleva ricondurre ogni aspetto della realtà, tramite il quale poter evitare quei pregiudizi (gli Idola) che ostacolerebbero una reale precezione dei fenomeni della natura. In seguito anche Newton aderirà al metodo induttivista di Bacone; è da notare come anche Newton si serve della matematica per descrivere i fenomeni (si pensi alle leggi di gravitazione universale), ma con lui viene a cadere quella fede in una struttura matematica dell'universo che ancora Galileo considerava alla base delle sue dimostrazioni.

## Il razionalismo cartesiano
Inserendosi nell'ambito della rivoluzione scientifica, Cartesio si propose di ricercare la verità attraverso la filosofia; per fare questo, egli ne spostò il baricentro dal "fine" al "mezzo", cioè concentrandosi più sul metodo da seguire che sugli obiettivi da raggiungere. In maniera simile a Bacone (ma partendo da una prospettiva opposta), egli intendeva ricostruire l'«edificio del sapere», fondandolo su un'autonomia della ragione. Nacque così il concetto di sistema filosofico, ossia di un sistema che viene costruito a partire dalle fondamenta.

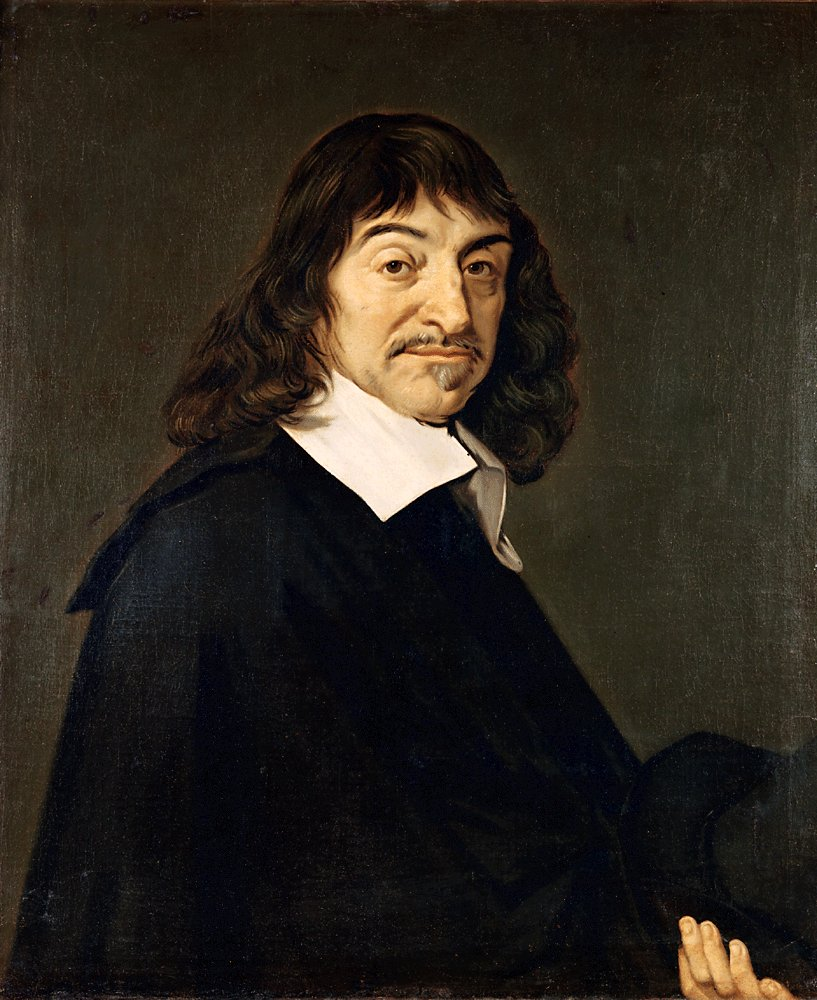
Cartesio

Cartesio ritenne che criterio basilare della verità sia l'evidenza, ciò che appare semplicemente e indiscutibilmente certo. Dopo aver scartato la possibilità che una tale evidenza scaturisca dalla percezione sensibile, o anche dalle conoscenze matematiche e geometriche, Cartesio si convinse che l'unica certezza che resta all'uomo è il fatto in sé di dubitare, perché nel dubbio non si può dubitare del dubbio stesso. Egli in un certo senso riprese Agostino, ma capovolgendone la prospettiva: per Agostino, infatti, il dubbio era espressione della verità (e questa ne rimaneva al di sopra); Cartesio invece affermò che il dubbio fa scaturire la verità, cioè precede la verità stessa. Il fatto di dubitare (Cogito) è la condizione che mi permette di dedurre l'essere o la verità: Cogito ergo sum, ovvero «dubito, quindi sono». Il dubbio, così, diventa "metodico": arrivando a giustificarsi da sé (e non sulla base della verità), esso stesso si assume il compito di distinguere il vero dal falso. Ne derivò una frattura tra la dimensione gnoseologica (cioè della conoscenza) e quella ontologica, tra res cogitans e res extensa, in virtù del fatto che l'essere risultò sottomesso al pensiero, e la verità concepita come oggetto da possedere.
Partendo dalla certezza di sé, Cartesio quindi arrivò, formulando tre prove ontologiche, alla certezza dell'esistenza di Dio, che nella sua concezione è bene e pertanto non può ingannare l'uomo: Dio si renderebbe garante del metodo, permettendo al filosofo di procedere alla creazione del suo edificio del sapere. In tal modo egli cadde agli occhi dei contemporanei in un dualismo circolare: partendo dal pensiero logico giungeva alla dimostrazione di Dio, sulla quale però si basava a sua volta per giustificare lo stesso pensiero logico.
La posizione di Cartesio ricevette per questo le critiche di Blaise Pascal, fautore di un ritorno alla tradizione agostiniana: secondo Pascal, Cartesio si era servito di Dio come mezzo anziché come fine. Pascal fu inoltre anticipatore di un certo esistenzialismo cristiano, che respingeva le pretese della ragione di potersi fondare da sola.

### Spinoza e Leibniz
Anche l'olandese Spinoza si propose di rimediare agli errori di Cartesio, ricollocando Dio e l'intuizione al di sopra del pensiero razionale; in tal modo egli poté ricondurre ad un unico principio, cioè un'unica sostanza, il dualismo che Cartesio aveva postulato tra res cogitans e res extensa. Spinoza compì una sintesi originale tra la nuova scienza del suo tempo, e la metafisica tradizionale (soprattutto quella di stampo neoplatonico). Egli ripristinò l'integrità della razionalità cartesiana identificando il pensiero con l'essere, e persino Dio con la Natura stessa. Un tale panteismo non significava tuttavia materialismo, poiché Spinoza postulò sempre la precedenza di Dio e dello Spirito sulla natura, concepita mai come autonoma o autoponentesi da sola.
Un nuovo tipo di razionalità fu elaborata anche da Gottfried Leibniz, ma più articolata e capace di conciliare l'unità spinoziana con una realtà pluralistica, che salvaguardasse la libertà degli individui: pur suddividendo l'Essere in un numero infinito di monadi, esse secondo Leibniz sono tutte coordinate secondo un'armonia prestabilita da Dio. In polemica contro l'empirismo di Locke, Leibniz riaffermò la tesi platonica dell'innatismo, sostenendo che la conoscenza non è una semplice ricezione di dati, ma è un'attività autocosciente che scopre le relazioni logiche esistenti tra più idee. Leibniz criticò anche Cartesio, secondo cui esisteva solo ciò di cui si ha coscienza (e quindi se non ne ho coscienza non esiste): per Leibniz invece esistono anche pensieri inconsci, perché pensare non significa necessariamente avere delle idee chiare e oggettive. L'universo leibniziano, animato da innumerevoli forze di energia, fu portatore di un sostanziale ottimismo, risultante dalla teodicea, una dottrina con cui cercò di giustificare la presenza del male nel mondo, in virtù del fatto che Dio, fra gli infiniti mondi possibili, ha scelto di creare il migliore.
Altri autori avanzeranno obiezioni alla filosofia cartesiana: in Italia Giambattista Vico contesterà che il cogito non può dare scienza perché incapace di produrre ciò che conosce.

## L'empirismo anglosassone
Un pensiero autenticamente materialista aveva invece cominciato a prodursi in Inghilterra, già nel Seicento, dando luogo a una riproposizione del meccanicismo democriteo, in virtù del quale i fenomeni naturali sarebbero interamente riconducibili a leggi meccaniche di causa-effetto. A questa teoria aderirono in primo luogo Thomas Hobbes, e in seguito soprattutto Newton (determinismo).

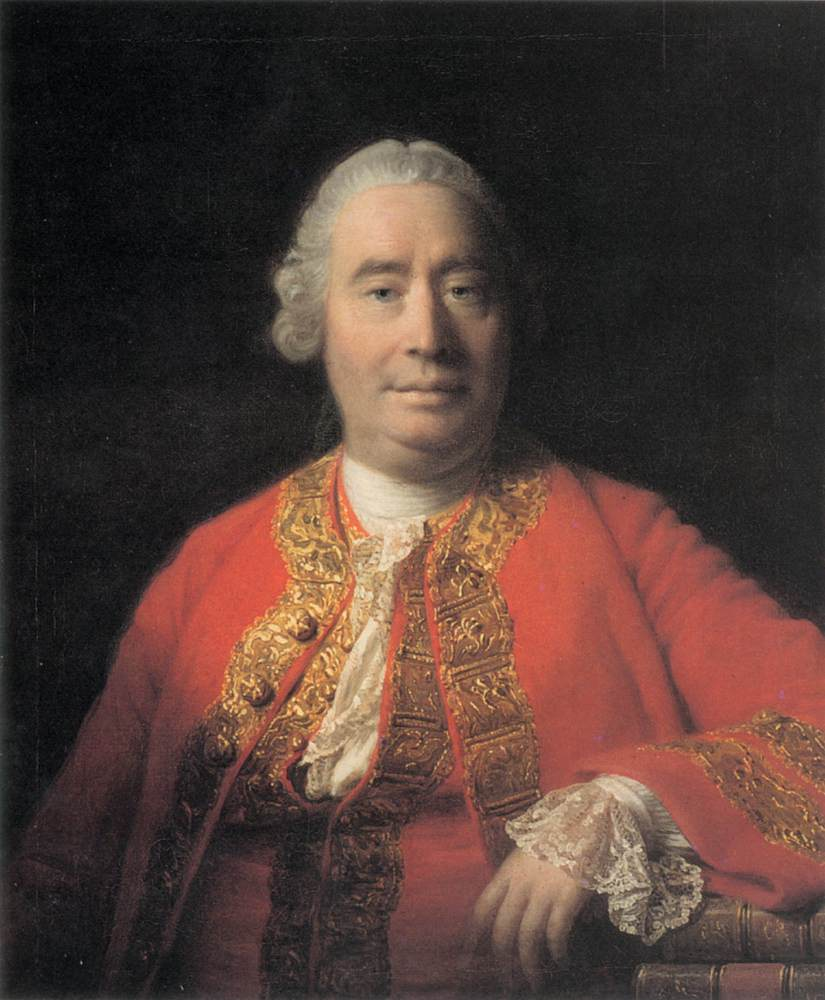
David Hume

Sempre in Inghilterra si assistette in contemporanea alla nascita dell'empirismo, secondo il quale la conoscenza non deriva da idee innate nell'intelletto e accessibili per via intuitiva, bensì unicamente dai sensi. In tal modo veniva riproposta una separazione netta tra l'essere e il pensiero, ovvero tra l'esperienza del dato da una parte, e la mente umana dall'altro che ne risulta "plasmata" in maniera simile a un mastice. L'essere venne cioè identificato con la verificabilità: soltanto ciò che è verificabile, sperimentabile positivamente, ha valore, altrimenti non ha significato né può conferire validità oggettiva al pensiero umano: era l'opposto della metafisica classica (per la quale l'esperienza era il negativo dell'essere). Il maggior esponente dell'empirismo anglosassone fu John Locke.
All'inizio del Settecento aderì a questa corrente anche George Berkeley, che cercò di ricondurre l'esperienza sensibile ad un principio spirituale (Dio), affermando che esse est percipi, cioè l'esperienza sensibile è persino creatrice dell'essere. Fu infine lo scozzese David Hume a portare l'empirismo alle sue estreme conseguenze, sostenendo che neppure l'esperienza sensibile può conferire validità oggettiva al pensiero umano, trattandosi di due piani completamente separati: secondo Hume, ciò che generalmente si reputa fondato perché razionale, è frutto invece di un istinto di abitudine che non ha alcun legame con la realtà. Ad esempio, il rapporto di causa-effetto che lega tra loro due fenomeni, secondo Hume, non ha un valore oggettivo, ma è dovuto a un'istanza unicamente soggettiva: l'idea di ritener collegati i due fenomeni, cioè, non avrebbe alcun fondamento logico, ma nascerebbe da un istinto di abitudine, dovuto al fatto di vederli usualmente accadere in sequenza.

## L'Illuminismo
In Francia si era intanto sviluppato il movimento dell'illuminismo, i cui maggiori esponenti furono Voltaire, Rousseau, e Montesquieu. L'illumismo intese porre in primo piano la ragione, intesa come una ragione strumentale. Se infatti da un lato si richiamava all'umanesimo nell'attribuire all'uomo una centralità particolare, dall'altro però cercò di sganciare la ragione da ogni visione trascendente. Lo testimonia la critica alle religioni positive e ai sistemi metafisici in generale.
Un'altra tematica basilare di questo periodo della filosofia è quella politica: è in questi secoli che si sviluppa la riflessione politica più variegata e significativa del pensiero occidentale, che nell'età moderna era sorta dapprima con Machiavelli, poi era passata attraverso le proposte monarchiche e assolutiste di Hobbes, quindi aveva sviluppato la prima idea "liberale" con Locke, e ora infine, con gli Illuministi come Montesquieu e Rousseau, assiste al proposito di ordinare lo Stato e la società secondo i criteri della ragione.

### Il criticismo kantiano

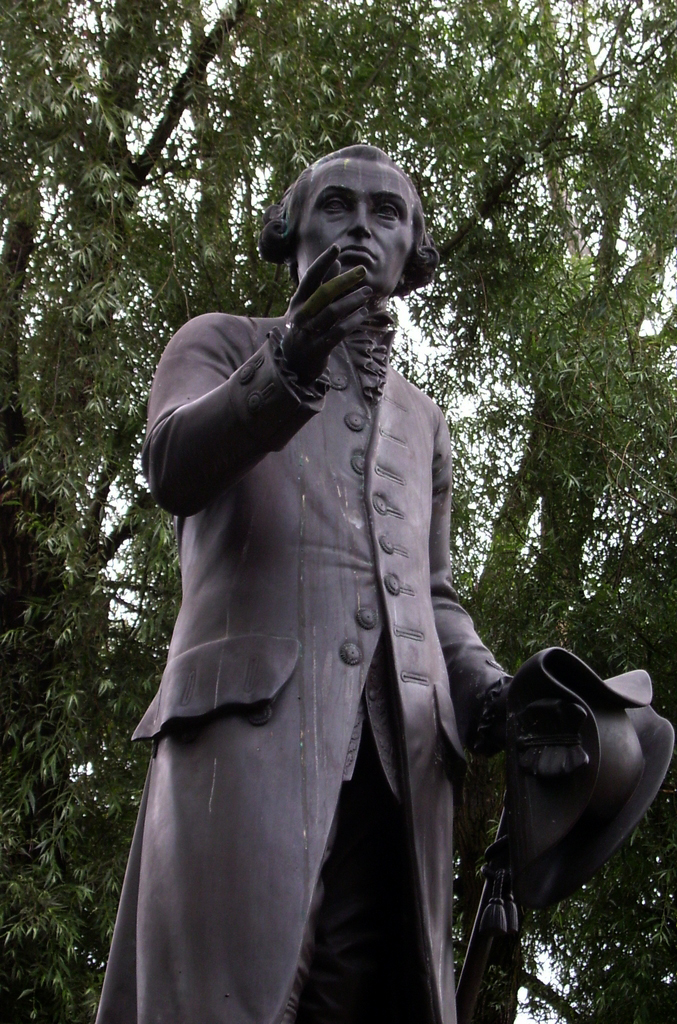
Statua di Immanuel Kant a Königsberg

Nella cornice dell'illuminismo si inserisce, sul finire del Settecento, la riflessione di Immanuel Kant, sollecitata dallo scetticismo di Hume. Pur riconoscendosi debitore nei suoi confronti per averlo fatto uscire dal «sonno dogmatico», Kant fece notare la contraddizione di Hume: questi pretendeva di giudicare l'oggettività da un punto di vista a sua volta oggettivo (o meta-oggettivo), nonostante avesse detto che si trattava di un punto di vista impossibile.
Affermando che l'oggettività non esiste o è inconoscibile, infatti, Hume aveva espresso con ciò un giudizio oggettivo; e svalutando il principio di causalità, al contempo di fatto lo giustificava, credendo di trovarne la "causa" nell'istinto di abitudine. Hume, in definitiva, era vittima di un pregiudizio metafisico, di un modo di pensare astratto e slegato dalla realtà. Kant si propose allora di sottoporre la ragione a vaglio critico, tramite la Critica della ragion pura, per giudicarne la presunzione di porsi come entità autonoma, andando oltre i limiti che le sono propri. Il suo scopo era quello di indagare non la verità, bensì le possibilità di accesso alla verità.
Per risolvere le contrapposizioni tra razionalisti ed empiristi, Kant si assunse il compito di indagare i limiti della ragione umana, affermando che se da un lato il razionalismo non è autonomo ma ha bisogno dell'esperienza per aspirare ad una conoscenza oggettiva, dall'altro è l'esperienza sensibile ad essere modellata dalla ragione e non viceversa.
Ma la grandezza di Kant risiedette soprattutto nella Critica della ragion pratica per l'importanza attribuita al sentimento morale, fondando sulla ragione anche l'agire etico: la legge morale che la ragion pratica si dà, e a cui questa spontaneamente ubbidisce, diventa per Kant garanzia universale e necessaria di libertà, dell'immortalità dell'anima, e dell'esistenza di Dio, concetti preclusi invece alla pura ragione.
Alquanto tralasciato, come si è detto, è l'interesse per la metafisica, che tuttavia proprio sul finire del Settecento verrà riconosciuta dallo stesso Kant come la vocazione ultima dell'essere umano. È con questa nostalgia di Assoluto che si aprirà il Romanticismo.

## Filosofi moderni
- Niccolò Copernico
- Galileo Galilei
- Francesco Bacone
- Francisco Suárez
- Renato Cartesio
- Blaise Pascal
- Baruch Spinoza
- Thomas Hobbes
- Isaac Newton
- Gottfried Wilhelm von Leibniz
- Giambattista Vico
- John Locke
- George Berkeley
- David Hume
- Voltaire
- Rousseau
- Montesquieu
- Immanuel Kant